# Hans Klecker

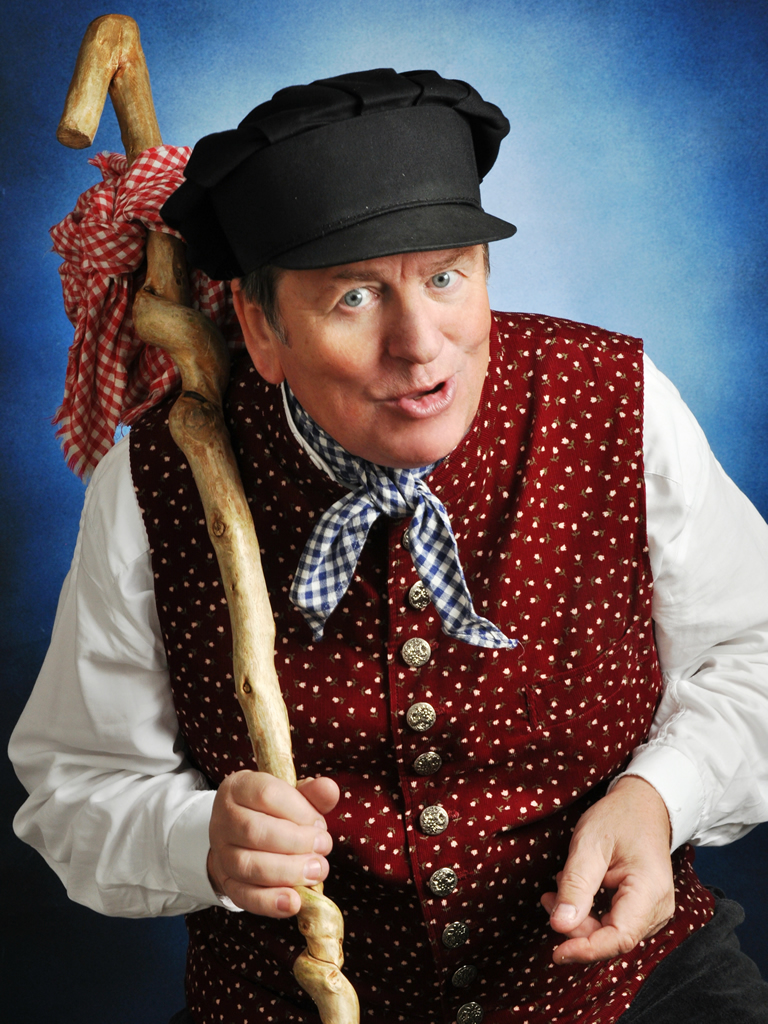
Hans Klecker

Hans Klecker (* 4. August 1948 in Obercunnersdorf) ist ein deutscher Oberlausitzer Mundartdichter, -forscher, -unterhalter und Brauchtumskenner.

## Leben
Von 1955 bis 1965 besuchte Hans Klecker die Polytechnische Oberschule Obercunnersdorf. 1968 schloss er die Berufsausbildung als Webereifacharbeiter mit Abitur in der Betriebsschule des VEB Bunt- und Samtweberei in Seifhennersdorf ab. Es folgte ein Studium an der TU Dresden mit der Verleihung des Akademischen Grades „Diplomchemiker“. 1973 zog er nach Zittau und arbeitete bis 1996 als Technologe bzw. Abteilungsleiter im VEB Lautex Neugersdorf bzw. der Lautex AG und ab 1996 als selbstständiger Bühnenkünstler, Mundarthumorist, Hochzeitsbitter, Alleinunterhalter und Vermittler von Künstlern aller Genres. Er tritt ausschließlich in Altoberlausitzer Tracht auf oder schlüpft in die Kleidung eines Oberlausitzer Originals, einer historischen Person oder einer Sagengestalt. Die ersten Mundartgedichte verfasste er 1970.
Hans Klecker ist seit 1973 vielseitig in das bodenständige Kulturschaffen der Oberlausitz eingebunden und zurzeit Mitglied von sieben Vereinen, Verbänden und Interessensgemeinschaften. 1980 schloss er den Lehrgang „Spezialschule Spielmeister“ der Kulturakademie des Bezirkes Dresden mit dem Prädikat „sehr gut“ ab. Er ist Mitorganisator der „Heimat- und Folkloretage der Oberlausitz“ und des „Familienspaßes mit Räuberhauptmann Karasek“. Bisher erschienen von ihm im Handel 25 Bücher und zwei CDs. Er hat etwa 1500 Gedichte, Erzählungen, Kurzszenen und Liedertexte, meist in Oberlausitzer Mundart, geschrieben. Einige seiner Lieder sind auf Tonträgern von Kathrin und Peter (Oberlausitzer Quirle) und vom Hans Pittermann (Musikantenhansel) veröffentlicht. Klecker versucht, Oberlausitzer Humor mit ernster heimatkundlicher Forschung zu verbinden.
Für seine Sammlung von unzähligen Mundartwörtern und Redewendungen und der Herausgabe des Oberlausitzer Wörterbuches mit etwa 15.000 Stichwörtern wurde er 2010 mit dem 3. Preis des Sächsischen Landespreises für Heimatforschung ausgezeichnet. Klecker ist einer von drei Mitinitiatoren des Tages der Oberlausitz, der ab 2014 jährlich am 21. August begangen wird. In Anerkennung und Würdigung seiner Verdienste um die Oberlausitz und ihrer Menschen erhielt er 2014 den Lausitz-Dank in Gold, der höchsten Auszeichnung des Lusatia-Verbandes e.V. Hans Klecker ist verheiratet und hat einen erwachsenen Sohn mit Familie. Er gehört der Evangelischen-Lutherischen Landeskirche Sachsens an.

## Publikationen
- Su rullt’s ba uns, Gedichte in Oberlausitzer Mundart. Rat des Kreises Zittau, Abteilung Kultur, 1987 (Illustration Ingeborg Wehle)
- Sitten und Bräuche im Jahresverlauf in der gebirgigen Oberlausitz, Waltersdorf, 1990
- Vu jedn Durfe a Hund – einhundert Gedichte, Geschichten, Kurzszenen, Lieder und Schnurren in Oberlausitzer Mundart mit Worterklärung, Waltersdorf, 1991
- Von der Wiege bis zur Bahre – Geburt, Taufe, Hochzeit, Beerdigung, Speisen und Trachten in der gebirgigen Oberlausitz, Waltersdorf, 1994
- Gekleckertes – einhundert Lieder, Gedichte, Geschichten, Kurzszenen und Schnurren in Oberlausitzer Mundart, Worterklärungen sowie Wissenswertes über unsere Sprache und Mundart, Waltersdorf, 1996
- Da wo die Spree entspringt – neue Lieder aus der Oberlausitz, Waltersdorf, 1997
- Heiraten in der Oberlausitz – Informationen und Anregungen, Spitzkunnersdorf, 1999
- Gequirltes – Oberlausitzer Mundartbuch, Spitzkunnersdorf, 2000
- Oberlausitzer Wörterbuch – Wörter, Redensarten und Volksverse zwischen Pulsnitz, Spree und Neiße, 2003
- Mir Äberlausitzer Granitschadl, Oberlausitzer, Spitzkunnersdorf, 2005
- Oberlausitzer Wörterbuch – Ergänzungsband, Oberlausitzer Verlag Frank Nürnberger, Spitzkunnersdorf, 2007
- Äberlausitzer Sprichlbichl, Oberlausitzer Verlag, Spitzkunnersdorf, 2007
- Oack ne jechn, Oberlausitzer Verlag Frank Nürnberger, Spitzkunnersdorf, 2009
- Stolz darauf, ein Oberlausitzer zu sein – Was ein selbstbewusster Oberlausitzer von seiner Heimat wissen muss! Oberlausitzer, Spitzkunnersdorf, 2009
- Großes Oberlausitzer Wörterbuch, Oberlausitzer Verlag Frank Nürnberger, Spitzkunnersdorf, 2012
- Der Großmutter in den Kochtopf geguckt – Traditionelle Oberlausitzer Gerichte, alte Kochrezepte, heimatkundliche Betrachtungen, Brauchtum, Mundartliches, Spitzkunnersdorf, 2012
- A Äberlausitzer Maajdl – Gedichte und Erzählungen in Oberlausitzer Mundart, Spitzkunnersdorf, 2012
- Woaas a Luder is, bleibt a Luder – Oberlausitzer Redensarten, Sprichwörter und Sprüche, Spitzkunnersdorf, 2015
- Ostern in der Oberlausitz – Gestern und heute, Spitzkunnersdorf, 2016
- Weihnachtliche Oberlausitz – Gestern und heute, Spitzkunnersdorf, 2016
- Aus dr Nubberschoaft – Spitzkunnersdorf, 2018
- Oberlausitzer Trachten im deutschen Siedlungsgebiet. 2018
- Äberlausitzer Jungn und Maajdl – Kindermundartbuch mit eingelegtem Tonträger, Eigenverlag, Zittau, 2019
- Der Oberlausitzer und seine Mundart, Via Regia Verlag, Königsbrück, 2023
- Imsunst schoarrt keene Henne – 131 humorvolle Gedichte und Geschichten in Oberlausitzer Mundart und viele lustige Fotos, Oderwitz, 2023

## Tonträger
- Iech bie a Äberlausitzer
- Do lacht dr Äberlausitzer, 2015